# Lissendorf

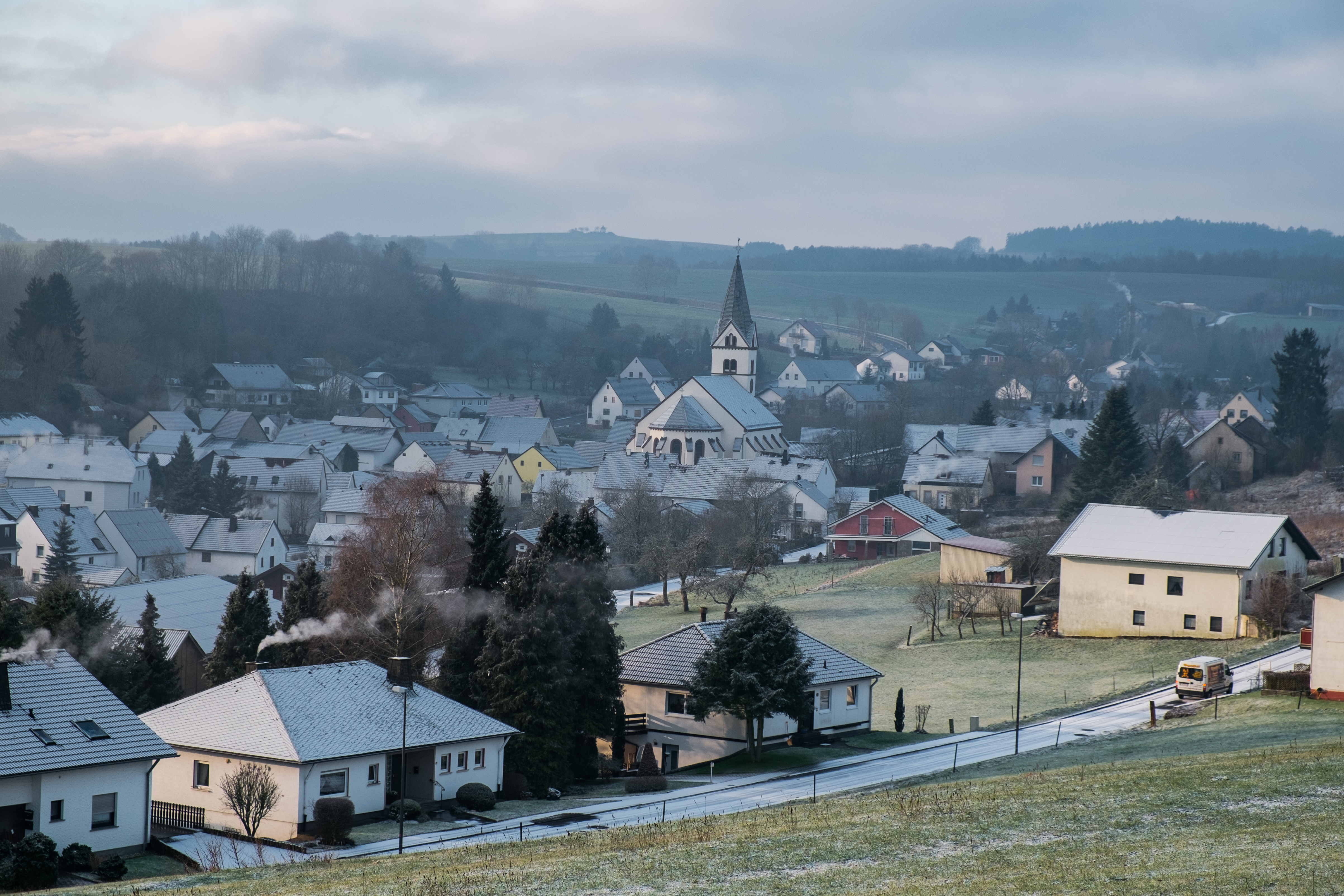
Blick vom Möschelberg auf den Langenbaar und die Kirche von Lissendorf

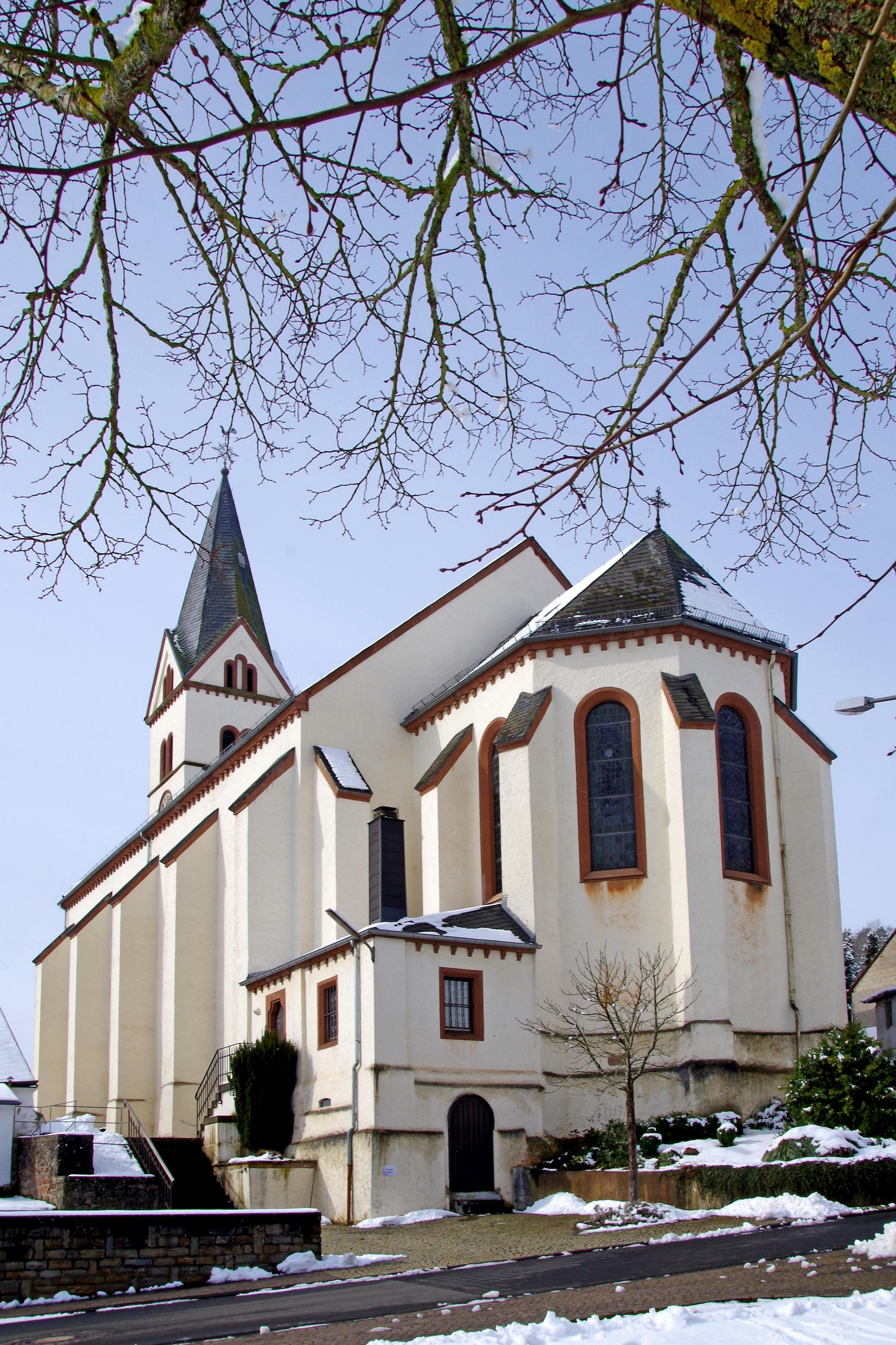
St. Dionysius, Ostansicht (2020)

Lissendorf ist eine Ortsgemeinde im Landkreis Vulkaneifel in Rheinland-Pfalz. Sie gehört der Verbandsgemeinde Gerolstein an.

## Geographie

### Lage
Der Ort liegt in der Eifel. Zu Lissendorf gehören auch die Wohnplätze Dennerthof, Mühlenbachhof und Sonnenhof.

### Klima
Der Jahresniederschlag beträgt 838 mm.

## Geschichte
Lissendorf liegt an der ehemaligen Römerstraße Trier–Köln (Agrippastraße). Zahlreiche Nebenstraßen begünstigten zur Römerzeit die Besiedlung dieses Raumes. Römische Grabfunde in der Nähe des Ortes belegen diese Besiedlung.
Die erste urkundliche Nennung verdankt Lissendorf dem Prümer Urbar, einem Güterverzeichnis der Abtei Prüm aus dem Jahre 893. Im Mittelalter wurde ein Adelsgeschlecht „von Lissendorf“ erwähnt. Diese Familie erlangte jedoch nur regionale Bedeutung. Ab dem 14. Jahrhundert gelangte der Ort in den Herrschaftsbereich des Hauses Manderscheid-Blankenheim. Im 16. Jahrhundert gehörte das Dorf zur Grafschaft Gerolstein.
In der Franzosenzeit wurde Lissendorf Sitz einer Kantonalverwaltung im Saardepartement.
Ein wichtiges Datum in der neueren Ortsgeschichte war die Fertigstellung der Bahnstrecke Köln–Trier mit dem Bau des örtlichen Bahnhofs zum Ende des 19. Jahrhunderts.
Bevölkerungsentwicklung
Die Entwicklung der Einwohnerzahl, die Werte von 1871 bis 1987 beruhen auf Volkszählungen:
| Jahr | Einwohner |
| ---- | --------- |
| 1815 | 286       |
| 1835 | 441       |
| 1871 | 467       |
| 1905 | 624       |
| 1939 | 797       |
| 1950 | 868       |

| Jahr | Einwohner |
| ---- | --------- |
| 1961 | 921       |
| 1970 | 928       |
| 1987 | 900       |
| 2005 | 1.059     |
| 2011 | 1.118     |
| 2017 | 1.116     |

## Politik

### Gemeinderat
Der Gemeinderat in Lissendorf besteht aus 16 Ratsmitgliedern, die bei der Kommunalwahl am 9. Juni 2024 in einer Mehrheitswahl gewählt wurden, und dem ehrenamtlichen Ortsbürgermeister als Vorsitzendem. Die vorangegangene Wahl im Jahr 2019 fand als personalisierte Verhältniswahl statt, da zwei Wählergruppen angetreten waren.

### Bürgermeister
Rudolf Mathey wurde am 21. Juni 2019 Ortsbürgermeister von Lissendorf. Bei der Direktwahl am 26. Mai 2019 war er mit einem Stimmenanteil von 80,50 % gewählt worden. Bei der Direktwahl am 9. Juni 2024 wurde er als einziger Bewerber mit 50,3 % für weitere fünf Jahre wiedergewählt.
Matheys Vorgänger Lothar Schun hatte das Amt 15 Jahre ausgeübt.

### Wappen
| Wappen von Lissendorf | Blasonierung: „In Grün das goldene Geweih mit Grind eines Achtenders.“ |
| Wappen von Lissendorf | Wappenbegründung: Die Ortsgemeinde Lissendorf hat das Wappen der ortsansässigen Adelsfamilie von Lissendorf übernommen. Die Tingierung dieses Wappens war allerdings nicht mehr rekonstruierbar. Lissendorf übernahm daher das Hirschgeweih als Figur, wählte die Farbgebung jedoch selbst. |

## Kultur und Sehenswürdigkeiten
In Lissendorf gibt es 14 Einzeldenkmäler, darunter
- die Katholische Pfarrkirche St. Dionysius, ein neuromanischer Saalbau von 1886/87 und
- das Stellwerk „Lf“ (Lissendorf – Fahrdienstleiter), das älteste, noch erhaltene Hebelstellwerk mit Seilzugtechnik der Eifelstrecke. Das 1912 errichtete Bauwerk besteht aus Bruchsteinmauerwerk mit teilweise auskragender Holzkonstruktion im Obergeschoss.

Sehenswürdigkeiten
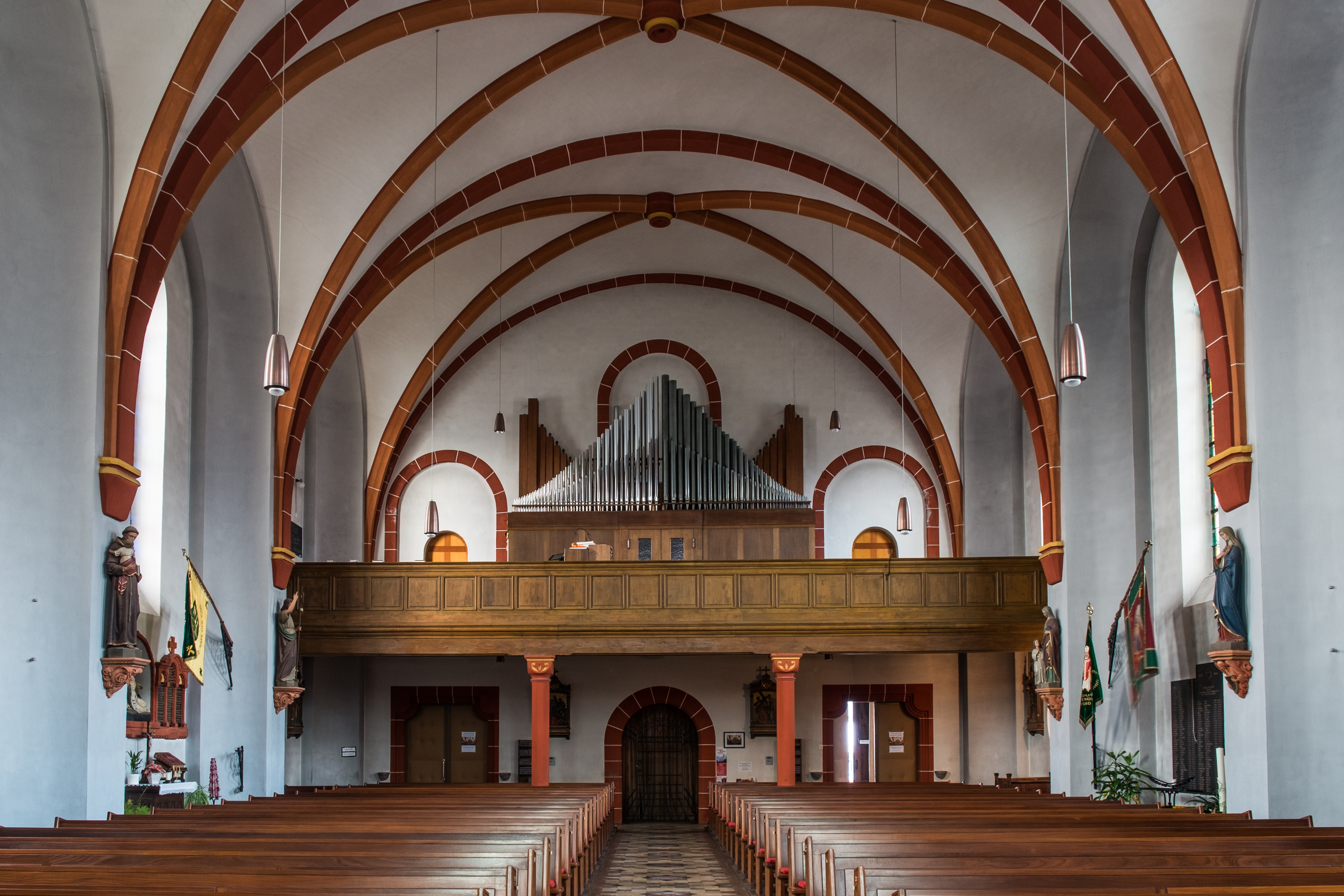
St. Dionysius-Kirche Lissendorf
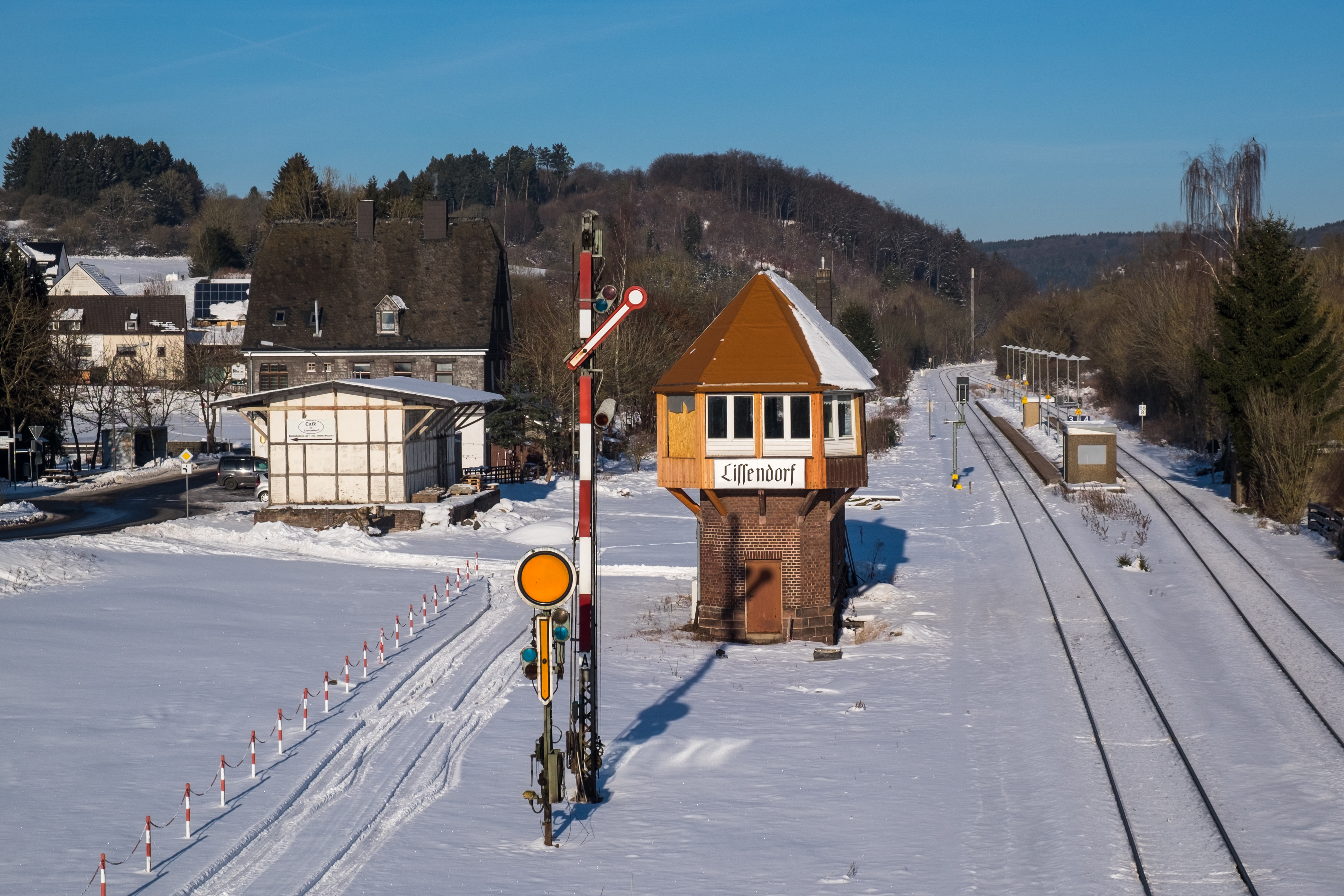
Denkmalgeschütztes Stellwerk (2017)
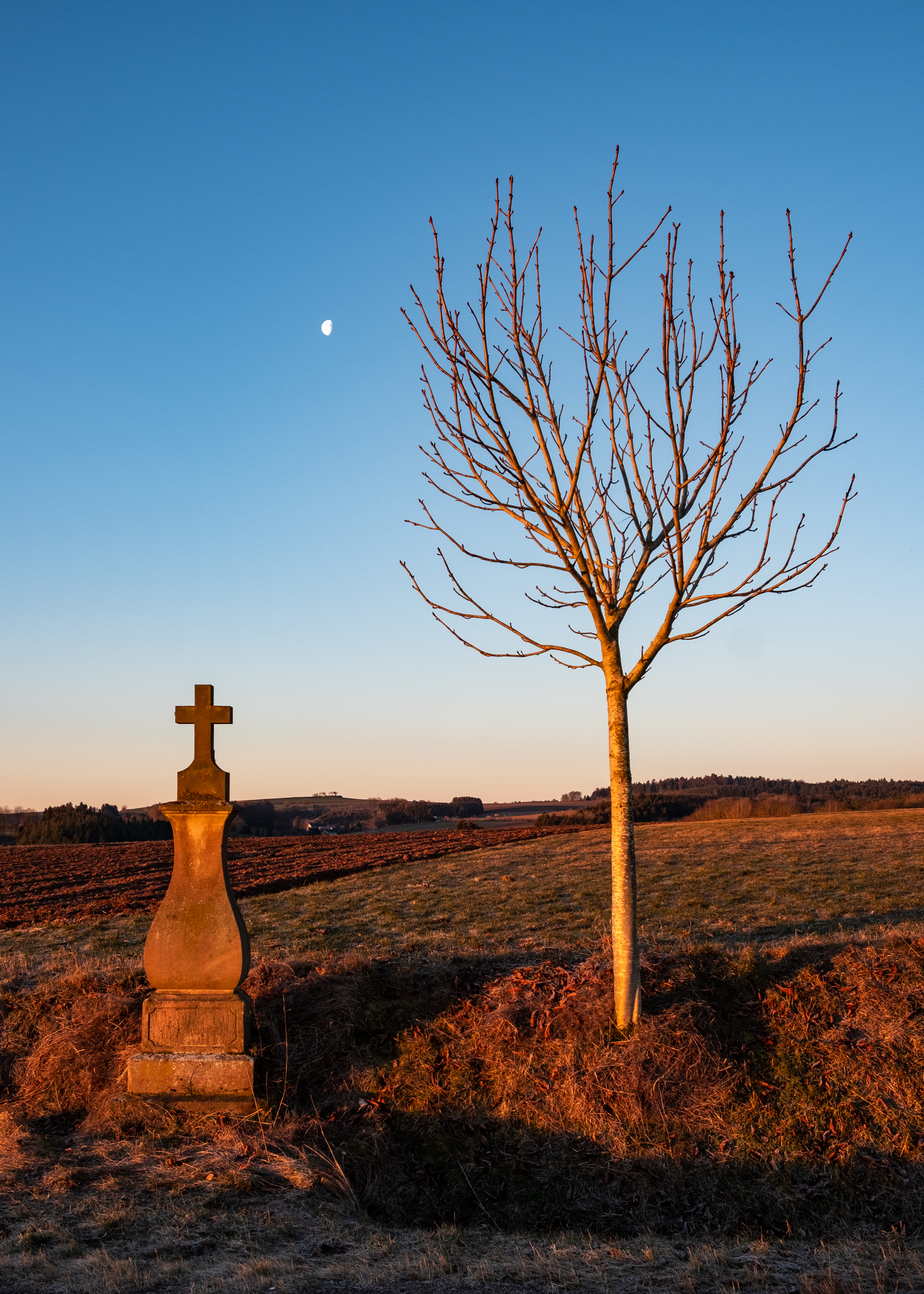
Wegekreuz am Ortsausgang von Lissendorf in Richtung Steffeln

## Verkehr
Der Haltepunkt Lissendorf liegt an der Eifelbahn (Köln–Euskirchen–Gerolstein–Trier), auf der im Schienenpersonennahverkehr der Eifel-Express (RE 22) und die Eifel-Bahn (RB 24) verkehren.
| Linie       | Verlauf | Takt          |
| ----------- | --- | ------------- |
| RE 22 RB 22 | Eifel-Express: Köln Messe/Deutz – Köln Hbf – Köln West – Köln Süd – Erftstadt – Weilerswist – Euskirchen – Mechernich – Kall – Urft (Steinfeld) – Nettersheim – Blankenheim (Wald) – Schmidtheim – Dahlem (Eifel) – Jünkerath – Lissendorf – Oberbettingen-Hillesheim – Gerolstein (Gattungswechsel RE/RB) – Birresborn – Mürlenbach – Densborn – Usch/Zendscheid – St. Thomas – Kyllburg – Bitburg-Erdorf – Hüttingen – Philippsheim – Speicher – Auw an der Kyll – Daufenbach – Kordel – Ehrang – Pfalzel – Trier Hbf (aufgrund von Hochwasserschäden längerfristig im Schienenersatzverkehr zwischen Kall und Gerolstein) Stand: April 2023 | 60 min        |
| RB 24       | Eifel-Bahn: Köln Messe/Deutz – Köln Hbf – Köln West – Köln Süd – Hürth-Kalscheuren – Brühl-Kierberg – Erftstadt – Weilerswist – Weilerswist-Derkum – Euskirchen-Großbüllesheim – Euskirchen – Satzvey – Mechernich – Scheven – Kall – Urft (Steinfeld) – Nettersheim – Blankenheim (Wald) – Schmidtheim – Dahlem (Eifel) – Jünkerath – Lissendorf – Oberbettingen-Hillesheim – Gerolstein (aufgrund von Hochwasserschäden längerfristig im Schienenersatzverkehr zwischen Kall und Gerolstein) Stand: April 2023 | einzelne Züge |

In Lissendorf zweigte die ehemalige Bahnstrecke Dümpelfeld–Lissendorf („Mittlere Ahrtalbahn“) ab.
Für den gesamten Öffentlichen Personennahverkehr (ÖPNV) gilt der Tarif des Verkehrsverbunds Region Trier (VRT) und der Tarif des Verkehrsverbundes Rhein-Sieg und tarifraumüberschreitend der NRW-Tarif.

## Persönlichkeiten
- Albert Caspers (1933–2015), Vorsitzender von Ford Deutschland und Präsident des Fußballvereins 1. FC Köln
- Marco Weber (* 1975 in Daun), Politiker (FDP), in Lissendorf aufgewachsen